# Scleria scabriuscula
Scleria scabriuscula là loài thực vật có hoa trong họ Cói. Loài này được Schltdl. miêu tả khoa học đầu tiên năm 1847.